# Québec, Printemps 1918

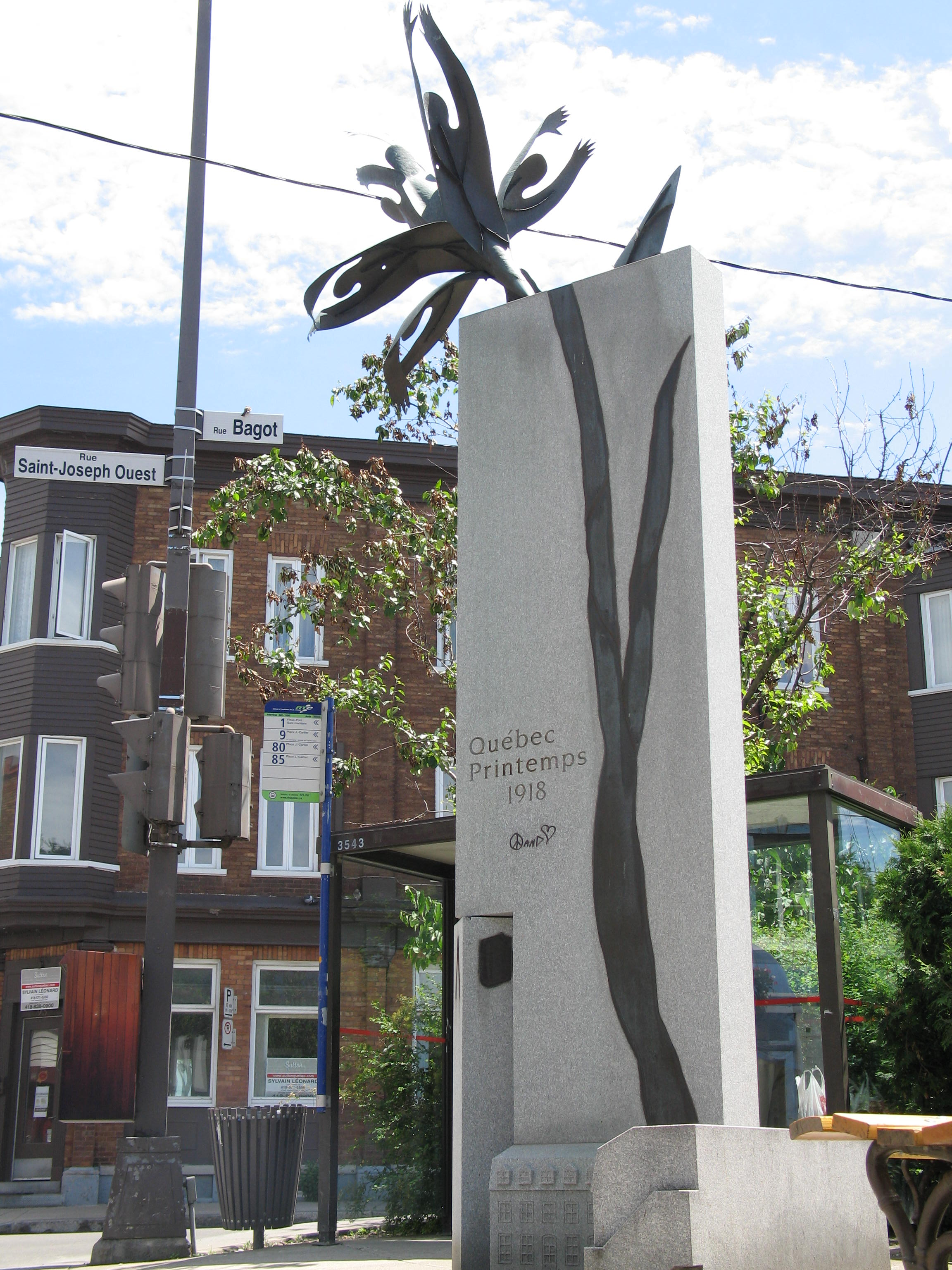
Le monument Québec, Printemps 1918.

Québec, Printemps 1918 est une sculpture créée par l'artiste québécoise Aline Martineau et commémorant les événements survenus lors de l'émeute de Québec, en 1918. Fabriqué par la firme Delisle Monuments Inc. et inaugurée le 4 septembre 1998, elle est érigée à l'angle des rues Saint-Vallier, Saint-Joseph et Bagot, dans le quartier de Saint-Sauveur à Québec.

## Événements de1918
Au printemps 1918, des incidents tragiques marquent l'histoire de Québec : le 28 mars, et durant cinq jours consécutifs, des citoyens et des citoyennes manifestent leur opposition à la mobilisation obligatoire et aux méthodes prises par le Gouvernement fédéral pour rabattre les conscrits.
Le 1er avril, tout se gâte lorsque les autorités militaires donnent l'ordre aux 1 200 soldats anglophones amenés expressément de l'Ontario et de l'Ouest canadien de disperser à la baïonnette les gens rassemblés au centre-ville. Les cavaliers chargent la foule. Celle-ci, rassemblée à l'angle des rues Saint-Vallier, Saint-Joseph et Bagot réagit en lançant des pierres aux soldats. Après avoir lu, en anglais, l'ordre de dispersion, les soldats mitraillent la foule tuant quatre personnes et en blessant soixante-dix autres.

### Victimes du1eravril 1918
- Honoré Bergeron, 49 ans, menuisier
- Alexandre Bussières, 25 ans, mécanicien
- Georges Demeule, 15 ans, cordonnier et machiniste
- Joseph-Édouard Tremblay, 20 ans, étudiant à l'École technique

## Œuvre commémorative
Quatre-vingts ans plus tard, une fleur à pétales humains s'élève en ce lieu au sommet d'une sculpture monumentale. Elle symbolise la vie dont on retrouve la puissance dans le mouvement spontané d'un peuple qui se dresse pour défendre ses convictions et qu'on découvre si fragile aussi quand la mort arrive de façon violente, comme ce le fut, ce printemps-là, pour quatre Québécois. Cette fleur, ainsi déposée, témoigne du respect qu'inspire aux vivants le souvenir de ceux qui laissèrent ici leur vie.
Le monument a été réalisé par un groupe de citoyens réunis autour de Louis Bélanger, l'initiateur du projet, résident du quartier St-Roch de Québec à l'époque. Outre Louis Bélanger, le groupe était principalement constitué de Marc Bouchard, architecte, de Léo Gagné, alors vice-président de la société St-Jean-Baptiste de Québec, de Serge Routhier, étudiant, et de Jean Provencher, historien,.